# Nothobranchius hengstleri
Nothobranchius hengstleri är en fiskart som beskrevs av Stefano Valdesalici 2007. Nothobranchius hengstleri ingår i släktet Nothobranchius och familjen Nothobranchiidae. Inga underarter finns listade i Catalogue of Life.